# Puiseux-Pontoise
Puiseux-Pontoise egy község Franciaországban. Lakosainak száma 593 fő (2022. január 1.).

## Földrajza
Puiseux-Pontoise Montgeroult, Courdimanche, Boissy l'Aillerie, Cergy, Courcelles-sur-Viosne, Osny és Sagy községekkel határos.